# Тионилбромид
Тионилбромид — неорганическое соединение,
бромангидрид сернистой кислоты
с формулой SOBr2,
оранжево-жёлтая жидкость,
разлагается в воде.

## Получение
- Реакция тионилхлорида и бромистого водорода:

{\displaystyle {\mathsf {SOCl_{2}+2HBr\ {\xrightarrow {0^{o}C}}\ SOBr_{2}+2HCl}}}

## Физические свойства
Тионилбромид образует оранжево-жёлтую жидкость.
Гидролизуется в воде.
Растворяется в бензоле, хлороформе, сероуглероде, тетрахлорметане.

## Химические свойства
- При длительном хранении разлагается на бром, диоксид серы и дибромид дисеры и окрашивается в красный цвет.
- Легко гидролизуется водой:

{\displaystyle {\mathsf {SOBr_{2}+H_{2}O\ {\xrightarrow {}}\ SO_{2}\uparrow +2HBr}}}

## Применение
- Бромирующий агент в органическом синтезе.